# Historia del ferrocarril en Rusia
La historia del ferrocarril en Rusia comienza en siglo XIX con la construcción de las primeras líneas ferroviarias y se extiende hasta la actualidad, convirtiéndose en uno de los elementos más importantes de la sociedad y la economía rusas.
En Rusia, el país más grande del mundo, su geografía de ríos de norte a sur y comercio de este a oeste favoreció el desarrollo del ferrocarril como modo básico de transporte. El tráfico ferroviario en el Imperio ruso (antes de 1917) era débil en comparación con el tamaño del país, pero el auge que experimentó con la Unión Soviética (1917 a 1991) solo disminuyó después de que esta desapareciera, siendo la Federación de Rusia su heredero principal.
Los soviéticos modernizaron el sistema ferroviario con la electrificación, la construcción de nuevas líneas y doble pista, la instalación de enganches automáticos, frenos y señalización, y la fundación de universidades ferroviarias. Los Ferrocarriles Soviéticos fueron, en algunos aspectos —como el tráfico de mercancías, la electrificación, la rentabilidad y la educación ferroviaria—, superior a todos los otros sistemas ferroviarios en el mundo.
Hoy los Ferrocarriles Rusos (RZhD), la empresa estatal ferroviaria rusa, es una de las mayores compañías ferroviarias del mundo con 950.000 empleados y un monopolio instalado en Rusia. La longitud total de la línea utilizada por RZhD es de 85.500 kilómetros, una de las más grandes del mundo, sólo superado por Estados Unidos.

## Aspecto económico

### Propiedad del gobierno
La primera iniciativa en los ferrocarriles en desarrollo se produjo después de una reunión convocada por el zar Nicolás I celebró el 13 de enero de 1842 en la que anunció que el estado iba a construir el ferrocarril San Petersburgo-Moscú. Esta decisión se produjo después de siete años de estudio. Con lentitud característica de comprometerse, Nicolás I procedió con el objetivo de superar los problemas relacionados con tener su capital a cierta distancia del centro del Imperio ruso. Construido además de los caminos y canales que la generación anterior había construido para unir las dos ciudades, Nicolás I previó que el ferrocarril proporcionaría un método más fiable de transporte en particular durante las condiciones climáticas extremas de verano e invierno. Aunque influido por consideraciones militares, el ferrocarril ayudaría a traer alimentos cultivados en el sur a las zonas del norte, menos fértiles. El plan para este primer ferrocarril también ofrecía la posibilidad de crear una red que podría extenderse hasta el Bajo Volga y el mar Negro, el desarrollo de Moscú como un centro ferroviario similar al de Chicago en los Estados Unidos.

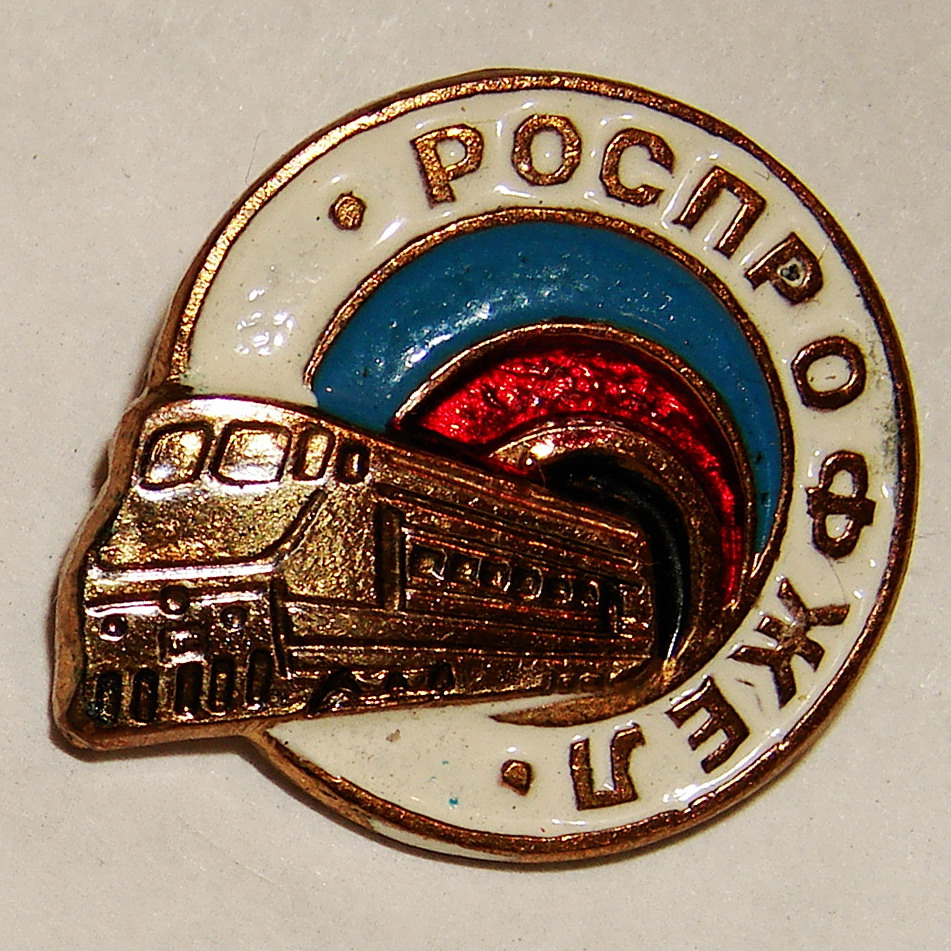
Rosprofgel, el sindicato ruso de ferroviarios.

Debido en parte a la mala salud financiera del gobierno zarista y su incapacidad para financiar la construcción del ferrocarril, a principios del decenio de 1880 los ferrocarriles eran empresas privadas. Pero entonces, como los ferrocarriles privados entraron en dificultad financiera, el gobierno se hizo cargo de algunos de ellos, lo que resultó en un sistema mixto de ferrocarriles privados y gubernamentales. Sin embargo, el gobierno había garantizado el pago de los intereses y dividendos de los títulos de los ferrocarriles privados que resulten en un fuerte incentivo para la toma de posesión del gobierno de los ferrocarriles que fallan.
El gobierno fue capaz de dar la vuelta a algunos ferrocarriles con pérdidas económicas y hacerlos rentables. Las empresas privadas restantes tuvieron un fuerte incentivo para la operación más eficiente con el fin de evitar la nacionalización. El resultado, según un observador, era que los "ferrocarriles rusos se vuelvan progresivamente los ferrocarriles más económicamente del mundo". Las ganancias eran altas: más de 100 millones de rublos de oro al año al gobierno (cantidad no determinada debida a defectos de contabilidad).
Después de la Revolución Rusa (1917) todos los ferrocarriles se convirtieron en propiedad del gobierno de la Unión Soviética. Durante los primeros años, los ferrocarriles soviéticos se encontraron en números rojos, pero en 1965 volvieron los beneficios para el gobierno soviético de un 13,3% en su inversión de capital. En 1980 las ganancias casi se había reducido a la mitad hasta el 7,1%.

### Subsidios a los pasajeros
El transporte de pasajeros en los ferrocarriles soviéticos y rusos ha sido subvencionado por los beneficios del transporte de carga. En el año 2000, los pasajeros de larga distancia sólo pagaban el 55% del coste, mientras que los pasajeros del tren de cercanías pagan sólo el 15% de los costes. Sin embargo, seis años después (2006), estas cifras fueron de alrededor del 80% y 50%, debido principalmente al aumento de las tarifas.
La política actual (2010) es eliminar esa subvención y por lo tanto las tarifas de cercanías han aumentado drásticamente. Como resultado de esto, más la crisis económica, los pasajeros de cercanías han disminuido y muchos trenes han sido retirados de servicio. Otro problema es que se estima que más de un tercio de los pasajeros engañan y no pagan tarifa alguna (incluyendo sobornar al revisor).

## Tráfico de carga

### Época imperial
En 1916, justo al inicio de la Primera Guerra Mundial —durante la cual Alemania invadió Rusia— el tráfico de mercancías por ferrocarril en el Imperio ruso alcanzaba casi los 100 millones de toneladas-kilómetros (el tráfico ferroviario en Estados Unidos era aproximadamente cinco veces mayor). Sin embargo, debido a la guerra, unos años más tarde el tráfico ruso se estrelló a unos 20.000 millones de toneladas-km. Tras la guerra civil comenzó la lucha de los rojos contra los blancos, lo que retrasó la recuperación del tráfico ferroviario. Los bolcheviques ganaron, lo que resultó en la formación de la Unión Soviética y un nuevo capítulo en el desarrollo del ferrocarril.

### Época soviética

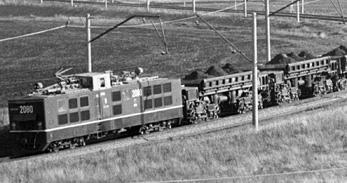
Tren de mercanía con dirección a la planta minera Lebedinsky en la ciudad de Gubkin (1972).

La Unión Soviética reconstruyó el sistema ferroviario y lo industrializó con los planes quinquenales. Como resultado, el transporte ferroviario de mercancías creció 20 veces desde los 20 a 400 millones de toneladas-km en 1941. Sin embargo, estalló la Segunda Guerra Mundial en 1941 cuando la Alemania nazi invadió la Unión Soviética y los esfuerzos por potenciar el ferrocarril quedaron, nuevamente, detenidos. Hacia el primer año de la guerra, el tráfico cayó a la mitad de su valor antes del conflicto. Pero entonces, la Unión Soviética comenzó la restauración y la construcción de ferrocarriles en tiempos de guerra para que al final de la lucha cerca de la mitad del tráfico perdido pudiera ser recuperado. Después de terminada la guerra se necesitó un par de años más para recuperar los ferrocarriles y volver al nivel anterior a la guerra del tráfico.
A continuación, la Unión Soviética se embarcó en una serie de planes de más de cinco años y el tráfico ferroviario aumentó rápidamente. En 1954 el tráfico de mercancías por ferrocarril (unos 850 millones de toneladas-km) superó al de los Estados Unidos y la Unión Soviética transportó más mercancía por ferrocarril que cualquier otro país del mundo. Los trenes de mercancías continuaron aumentando rápidamente en la Unión Soviética para que en 1960 el país transportase alrededor de la mitad de toda la carga del ferrocarril mundial (en toneladas-km) y lo hizo en un sistema ferroviario que constaba de sólo el 10% del kilometraje de ferrocarril del mundo. El estado de transporte de mercancías por ferrocarril medio del mundo continuó durante casi 30 años, pero en 1988 el tráfico de mercancías por ferrocarril alcanzó un máximo de 3,8 billones de toneladas-km. Posteriormente, en 1991, la Unión Soviética se desintegró y su mayor república, la Federación de Rusia, que a su vez arrastró unos 2/3 del tráfico de la antigua Unión Soviética, se convirtió en un país independiente.
Para la Unión Soviética en 1989, los ferrocarriles transportaron casi ocho veces más toneladas-km de transporte de mercancías por ferrocarril que en camión por carretera. En los Estados Unidos fue sólo 1,5 veces más por carretera. Así, los camiones en la Unión Soviética jugaron un papel mucho menor en el transporte de carga que lo hicieron en el país norteamericano, dejando el ferrocarril como medio básico de transporte de carga. En 1991 se aprobó una ley que declaró que los ferrocarriles eran el sistema de transporte básico de la Unión Soviética.

### Época de la Federación Rusa
Antes de 1990, el tráfico en la República Socialista Soviética de Rusia era de alrededor de dos tercios de lo que transportaba la Unión (ya que todas las otras antiguas repúblicas soviéticas transportaban alrededor de un tercio de la carga ferroviaria del país). Esto equivale a mucha más mercancía por ferrocarril que cualquier otro país del mundo. Sin embargo, la depresión grave en Rusia en la década de 1990 tras el colapso de la Unión Soviética —en realidad se inició en el último año de su existencia—, dio lugar a la caída de mercancías por ferrocarril y el 40% de su valor de 1988 a su punto más bajo en 1997, un billón de toneladas-km.
Rusia ya no era el número uno en el transporte ferroviario de mercancías. En 1993, Rusia fue superado por los Estados Unidos y al año siguiente, en 1994, fue superado por China. Rusia había caído del primer al tercer lugar y lo sigue siendo hasta hoy, a pesar de que hubo una recuperación parcial de 2 116 toneladas-km en 2008 que todavía está muy por debajo del máximo de 2 606 toneladas-km de 1998.
Para el año 2010 no había informes de que una parte creciente de la carga ferroviaria se desvíe a los camiones de carretera.

## Historia

### Imperio ruso (1837–1917)
A comienzos de los años 1830, los inventores rusos Cherepanovs padre e hijo, construyeron la primera locomotora de vapor rusa. La primera línea de ferrocarril fue construida en Rusia en 1837 entre San Petersburgo y Tsárskoye Selo. Tenía 17 km de largo y conectaba los Palacios Imperiales en Tsárskoye Selo y Pavlovsk. El ancho de vía era de 1830 mm. Este tren ha sido descrito como un "juguete", ya que no tuvo un gran impacto económico, político o social en el Imperio ruso.

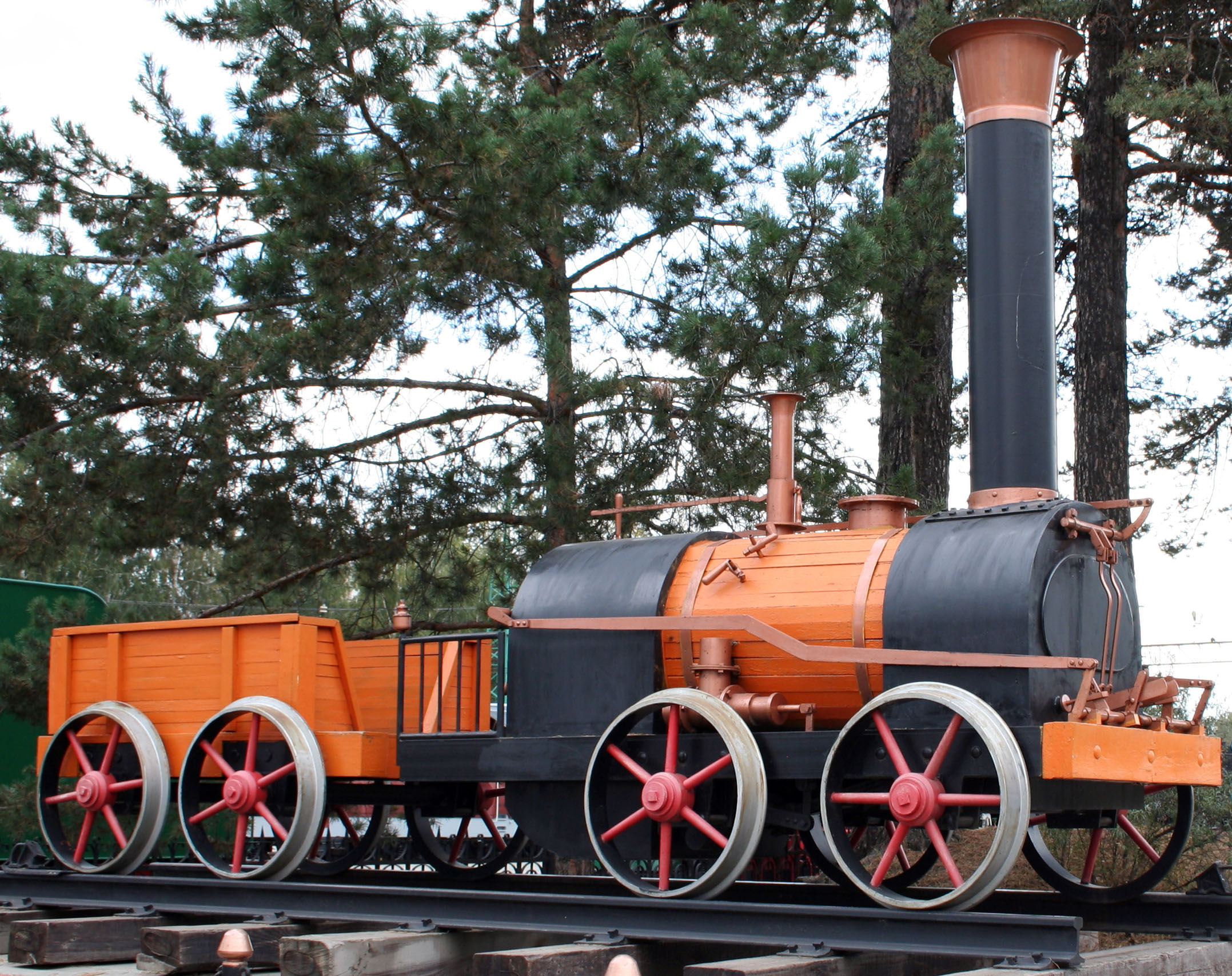
Modelo (2002) de la locomotora de vapor creada por Cherepanov (1834).

El Ministerio de Ferrocarriles, más tarde parte Secretaría de Comunicaciones de Rusia, fue creado en el Imperio en 1842 con el fin de supervisar la construcción de la primera línea ferroviaria principal de Rusia, el tren Moscú-San Petersburgo. El ferrocarril unía la capital imperial de San Petersburgo y Moscú, y fue construido entre 1842 y 1851. El ancho de vía era de 1524 mm y este se convirtió en ancho ruso.

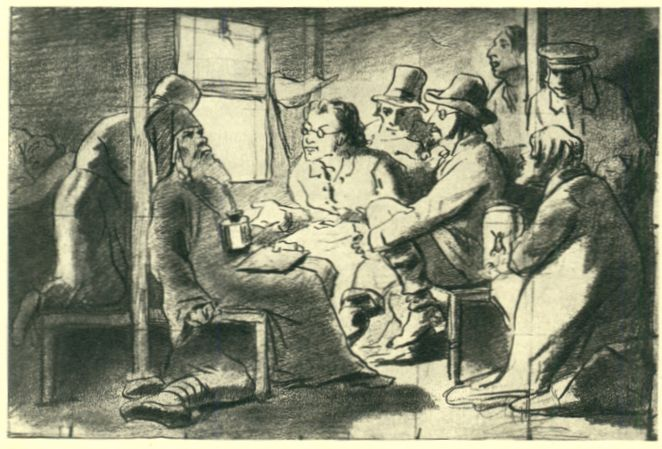
Gente de todas las condiciones sociales y etnias coincidían en los trenes del Imperio ruso (viñeta de Vasily Perov, 1880).

El 15 de junio de 1865, un edicto de Alejandro II creó el Ministerio de Comunicaciones, que absorbió el Ministerio de Ferrocarriles. En los años 1860 y 1870, Pavel Melnikov, primer ministro de Comunicaciones de Rusia, jugó un papel clave en la expansión de la red ferroviaria a lo largo de la Rusia europea.
En los años 1880 y 1890, el ferrocarril Trans-Caspio conectó las provincias de Asia central del Imperio ruso (ahora los estados independientes de Turkmenistán y Uzbekistán) con el puerto del mar Caspio de Krasnovodsk. En 1906, Asia central fue conectada directamente por el Ferrocarril Trans-Aral con la Rusia europea a través del actual Kazajistán. El Ferrocarril Transiberiano conectaba la Rusia europea con las provincias del Lejano Oriente de Rusia, en el mar de Japón, extensa línea construida entre 1891 y 1916. El sistema de fabricación ruso incluyó el ferrocarril Transmanchuriano, un atajo a través de Manchuria. Más tarde, su sucursal del Ferrocarril del Sur de Manchuria lo conectaba con otros ferrocarriles chinos.
Durante la Primera Guerra Mundial y, especialmente, la Guerra civil rusa, más del 60% de la red ferroviaria de Rusia y más del 80% de los vagones y locomotoras fueron destruidas. Con el bloqueo alemán y turco de los puertos rusos del Báltico y del mar Negro, el Ferrocarril Transiberiano adquirió un nuevo significado como línea vital que conectaba el Imperio ruso a su aliados de la Primera Guerra Mundial. Para proporcionar una conexión más corta a las potencias de la Entente, fue construido un ferrocarril en el recién edificado puerto libre de hielo del Ártico en Murmansk (1916).
Durante la Primera Guerra Mundial, Rusia utilizó una mezcla de trenes blindados ligeros y pesados. Los trenes pesados montaron cañones de4,2 o 6 pulgadas, mientras que los trenes ligeros fueron equipados con cañones de 76,2 mm.

### Rusia soviética (1917–1922)

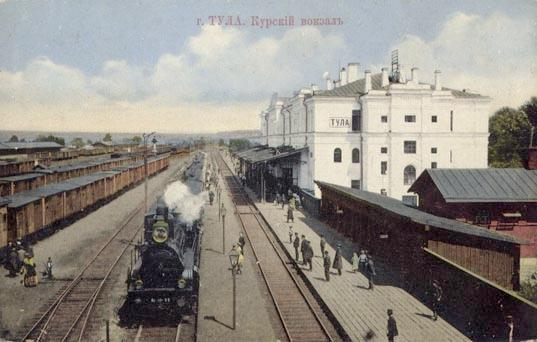
Ferrocarril en la estación Kurskiy de Tula (1913).

El ferrocarril y los trabajadores ferroviarios jugaron un papel importante durante la Revolución Rusa. El Soviet de Tashkent, por ejemplo, fue fundado el 2 de marzo de 1917 por treinta y cinco trabajadores de los ferrocarriles. El Gobierno transcaspiano fue fundado por trabajadores ferroviarios mencheviques y revolucionarios sociales contra los bolcheviques que dirigían el Soviet de Tashkent y existieron desde julio de 1918 a julio de 1919.
León Trotski pasó gran parte de la Guerra civil rusa a bordo de su tren blindado:
"Durante los años más intensos de la revolución, mi vida personal estaba ligada inseparablemente con la vida de ese tren. El tren, por su parte, fue ligado indisolublemente a la vida del Ejército Rojo. El tren unía la parte delantera con la base, resolvía problemas urgentes en el lugar, educó, apeló, suministró, premió y castigó..."

### Ferrocarril en la Unión Soviética (1922–1991)
Después de la fundación de la Unión Soviética, el Comisariado del Pueblo para los Ferrocarriles (después de 1946 nombrado Ministerio de Ferrocarriles) expandió la red ferroviaria con una longitud total de 106 100 kilómetros en 1940. Un proyecto notable de finales de 1920 y una de las piezas centrales de los primeros planes quinquenales fue el ferrocarril Turkestán-Siberia, que unió Siberia occidental y Uzbekistán a través del este de Kazajistán.

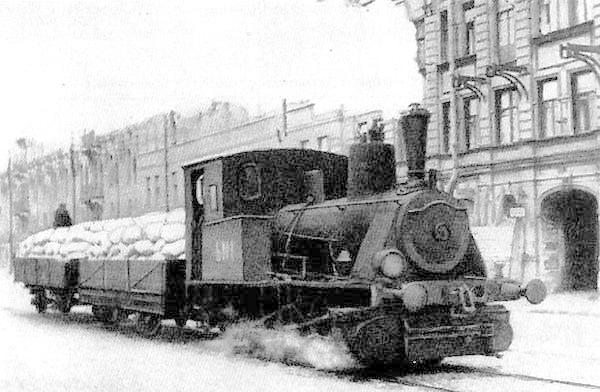
Un tren soviético transporta alimento durante el sitio de Leningrado por los nazis en 1942.

Durante la denominada Gran Guerra Patria, el sistema ferroviario jugó un papel vital en el esfuerzo de transportar personal militar, equipos y carga a la línea de combate, además de servir, con frecuencia, para la evacuación de fábricas enteras y ciudades de la Rusia europea a la región de los Urales y Siberia. La pérdida de los centros mineros e industriales de la Unión Soviética occidental exigía una rápida construcción de nuevos ferrocarriles durante el tiempo de guerra. Particularmente notable entre ellos fue el ferrocarril ártico de las minas de carbón de Vorkuta, que se extendió después de la guerra hacia Labytnangi en el río Ob. Las obras de construcción para extender la ruta hasta el Yenisey continuó en la década de 1950, pero fue abortado con la muerte de Iósif Stalin.
Como resultado de la victoria de la Segunda Guerra Mundial sobre Japón, la mitad sur de la isla de Sajalín fue devuelta a Rusia en 1945. La red ferroviaria de 1.067 mm construido por los japoneses durante sus cuarenta años de control del sur de Sajalín, se convirtieron en parte de los Ferrocarriles Soviéticos (como la división Ferrocarril de Sajalín), el único sistema de ferrocarril de ancho japonés en la Unión Soviética (o en la actualidad Rusia).
Después de la guerra la red ferroviaria soviética fue reconstruida y ampliada a más de 145 000 km de vías por las principales incorporaciones como el ferrocarril Baikal-Amur.

#### Electrificación del ferrocarril
En comparación con los Estados Unidos, la Unión Soviética tuvo un comienzo muy lento en la electrificación y fue superada, en gran medida, por el país norteamericano. La electrificación estadounidense alcanzó su punto máximo a finales de 1930, que es justo cuando la electrificación estaba en su inicio en la Unión Soviética.

### Federación Rusa (1991-presente)
Tras el colapso de la Unión Soviética el sistema ferroviario se dividió en los sistemas ferroviarios nacionales de las distintas repúblicas ex soviéticas. Debido a la depresión económica que siguió, el tráfico de mercancías en Rusia se redujo en un 60% y aún no se ha recuperado por completo.

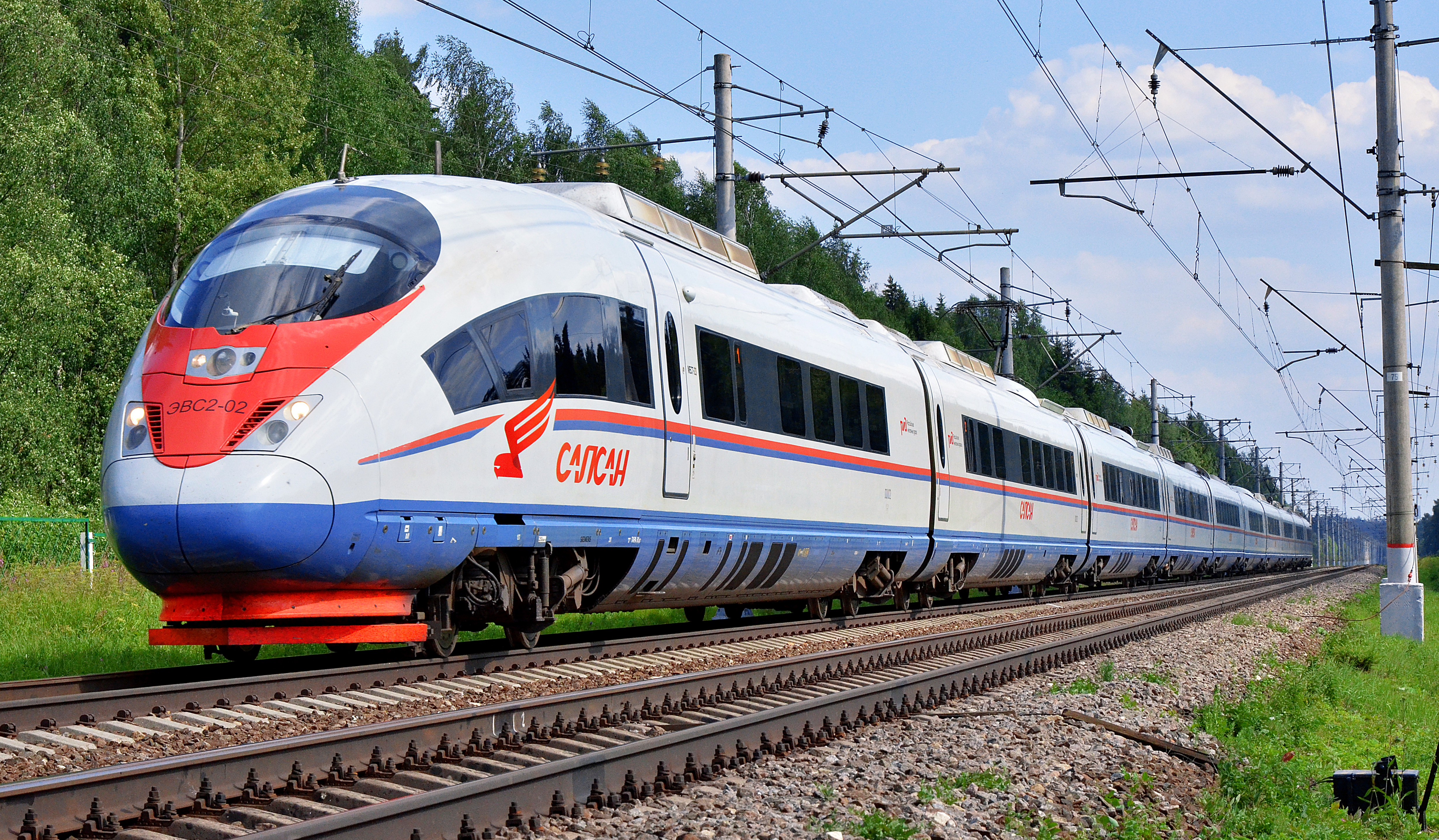
El moderno Sapsan realiza la línea Moscú-San Petersburgo.

En 2003 se llevó a cabo una vasta reforma estructural con el fin de preservar la unidad de la red ferroviaria y de separar las funciones de regulación estatal de gestión operativa: el 18 de septiembre de 2003, el Decreto n.º 585 del Gobierno de Rusia estableció la Corporación Pública de Ferrocarriles Rusos (RZhD), en la que el estado posee el 100% de las acciones. El ancho de vía japonés del sistema de ferrocarril de Sajalín pasó a ser de 1520 mm, el ancho ruso.
Hay planes para la privatización parcial de la empresa en el futuro con el fin de incrementar el capital que tanto necesitan de la venta de acciones. En 2009, RZhD declaró que esperaba pérdidas por valor de 49,7 mil millones de rublos en ese año, frente a unas ganancias de 13,4 mil millones de rublos en 2008, y que planeaba destruir 53 700 empleos de los 1,2 millones de trabajadores con los que contaba.
En 2007, como parte de un proceso de liberalización, RZhD fundó Pervaya Gruzovaya Kompaniya (PGK, literalmente traducido «Compañía de carga»), que posee un gran número de vagones de mercancías. En 2010 RZhD anunció la fundación de una segunda empresa de carga, Federalnaya Gruzovaya Kompaniya —con sede en Ekaterimburgo— y el resto de los vagones de mercancías fueron allí transferidos.
En julio de 2010, RZhD firmó un acuerdo con Siemens para proveer material rodante (240 unidades eléctricas múltiples) y mejorar 22 estaciones de clasificación.